# Metoda Riva-Rocciego
Metoda Riva-Rocciego – nieinwazyjna metoda pośredniego pomiaru skurczowego ciśnienia tętniczego opracowana i wprowadzona do praktyki lekarskiej w 1896 przez Scipione Riva-Rocciego.

## Opis metody
Na ramię zakłada się mankiet sfigmomanometru. Jedną ręką napełnia się mankiet powietrzem, podczas gdy drugą monitoruje się palpacyjnie tętno na tętnicy promieniowej. Mankiet napełnia się do około 20 mm Hg powyżej ciśnienia przy którym zanikło tętno, a następnie powoli się go opróżnia. Wytworzona przez mankiet siła będąca wynikiem ciśnienia transmuralnego zamyka tętnicę. Za wartość ciśnienia skurczowego uznaje się wartość ciśnienia przy którym ponownie wyczuto tętno – początek przepływu krwi przez światło tętnicy.

## Modyfikacje
Obecnie w pomiarze ciśnienia, zarówno skurczowego jak i rozkurczowego stosuje się wprowadzoną w 1905 metodę Korotkowa będącą modyfikacją metody Riva-Rocciego. Przez wprowadzenie stetoskopu umożliwił jednoczesny pomiar ciśnienia skurczowego i rozkurczowego w tętnicy.
Z innej modyfikacji korzystają automatyczne aparaty do mierzenia ciśnienia wykorzystujące zjawisko oscylacji. Do pomiaru ciśnienia skurczowego wykorzystują pojawienie się wahania ciśnienia w mankiecie wywołane falą tętna, zaś do określenia ciśnienia rozkurczowego zanik tego wahania wywołany zmianą przepływu krwi w tętnicy z turbulentnego na laminarny.